# Sam Yahel
Sam Yahel (* 1970 in Shreveport, Louisiana) ist ein US-amerikanischer Jazzorganist.

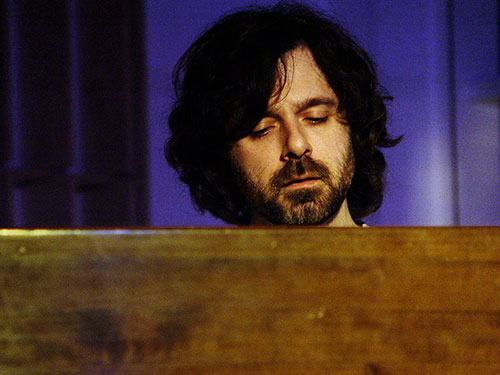
Sam Yahel
Foto Hreinn Gudlaugsson

Yahel kam 1990 nach New York City, wo er seitdem u. a. mit Joshua Redman, Eric Alexander, Maceo Parker, Bill Frisell, Ryan Kisor, Jim Rotondi, Matt Penman, Nicholas Payton, Norah Jones (Come Away With Me 2002), Lizz Wright und Madeleine Peyroux arbeitete. Ende der 1990er Jahre gründete er ein Orgel-Trio mit dem Schlagzeuger Brian Blade und dem Gitarristen Peter Bernstein, mit dem er auch im Village Vanguard auftrat. Mit Önder Focan und Bill Stewart nahm er auch für Blue Note Records auf. 2006 wurde er für die JJA-Jazz-Awards der Jazz Journalists Association zum Keyboarder des Jahres nominiert.

## Diskographische Hinweise
- Searchin’ (Naxos Jazz, 1998)
- Trio (Criss Cross Jazz, 1999)
- In the Blink of an Eye (Naxos, 1999)
- Truth and Beauty (Origin Records, 2007)
- Sam Yahel, Ari Hoenig, Mike Moreno, Seamus Blake – Jazz Side of the Moon (The Music of Pink Floyd) (2008)
- Hometown (Posi-Tone Records, 2009)
- From Sun to Sun (Origin, 2011)